# Simalia
Simalia är ett släkte av ormar i familjen pytonormar med sju arter. Arterna listades tidigare i släktet Morelia.
Med en längd upp till 5 meter är flera släktmedlemmar stora ormar. Däremot blir inte alla exemplar lika stor.
Utbredningsområdet ligger i östra Indonesien, på Nya Guinea och i Australien. Habitatet varierar mellan skogar, buskskogar och gräsmarker. Dessa ormar jagar olika däggdjur. Honor lägger ägg.
Arterna är:
- Simalia amethistina
- Simalia boeleni
- Simalia clastolepis
- Simalia kinghorni
- Simalia nauta
- Simalia oenpelliensis
- Simalia tracyae